# Trentola Ducenta
Trèntola Ducenta è un comune italiano di 20 716 abitanti della provincia di Caserta in Campania. Le due località che danno il nome al comune formano un unico centro abitato, per cui non si tratta di un comune sparso.

## Origini del nome
Le denominazioni di ciascuna delle due storiche località comunali, e quindi l'etimologia dei nomi "Trentola" e "Ducenta", deriva, molto probabilmente, dalla quantità di iugeri che costituivano un fondo. Ducenta era composta infatti da 200 iugeri, mentre Trentola da 300 iugeri.
Altri, invece, ritengono che Trentola sia riconducibile a Tremula, borgo citato da Tito Livio.

## Storia
La prima informazione storica su Ducenta, pur essendo più antica di Trentola, si ha su di un diploma dei Principi di Capua (secolo X). Il feudo di Trentola ebbe vita travagliata, come la maggior parte dei centri minori del Regno. Tra i feudatari segnaliamo: i baroni Rizzo di Napoli, i conti Gaetani, i Pignatelli di Monteleone (1485), i Parise (1631), ed infine i Masola (originari di Genova).
Nel 1637 Domenico Masola venne investito del titolo di marchese di Trentola da re Filippo IV di Spagna.
Nel 1806 furono emanate le Leggi eversive della feudalità che decretarono la fine di tutti i privilegi feudali nel Regno di Napoli e l'inizio dell'Amministrazione comunale.
Fino al riassetto amministrativo operato da Benito Mussolini si chiamava solo Trentola, poiché non comprendeva Ducenta, assegnatagli nel 1929 per scorporo dal comune di Lusciano e Ducenta, poi diventato semplicemente Lusciano.

### Simboli
Lo stemma è costituito da tre spighe di grano d'oro in campo rosso, impugnate, con gambi in campo verde, attraversate dalla fascia d'argento che divide i due campi, inserite in uno scudo sormontato da corona turrita e circondato, nella parte sottostante, da foglie di alloro e quercia.
Il gonfalone è un drappo partito di verde e di bianco.

## Monumenti e luoghi d'interesse

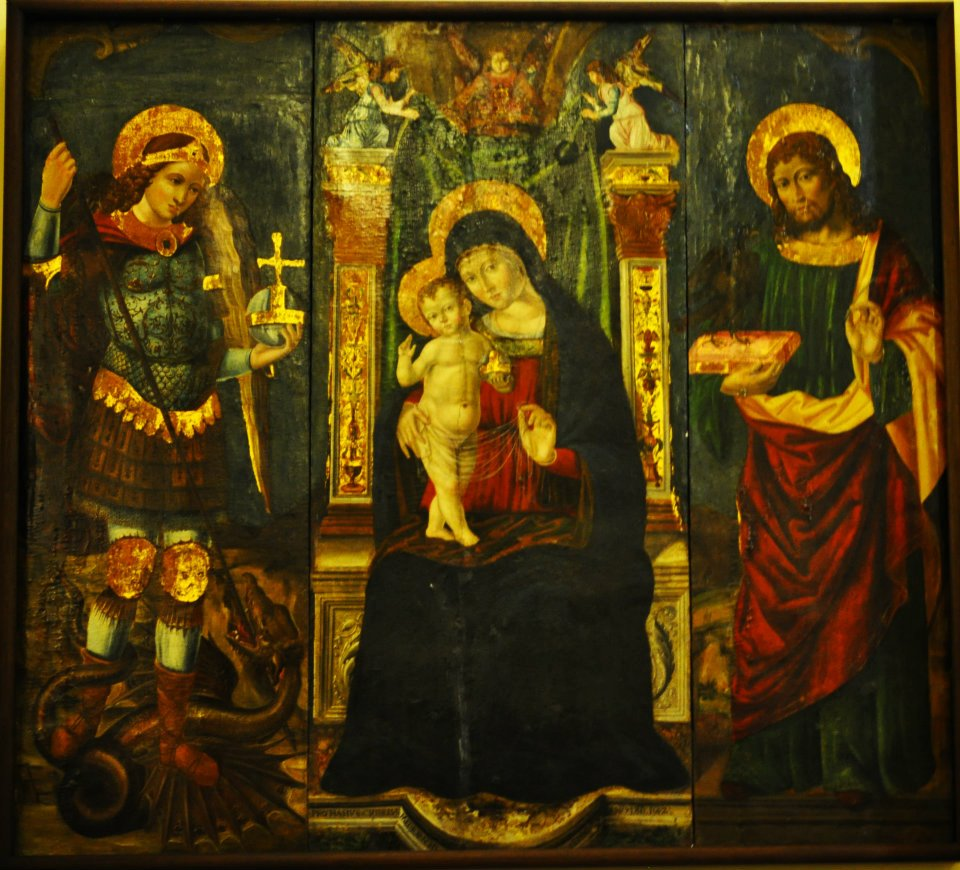
Madonna con Bambino tra san Michele arcangelo e san Giovanni evangelista di Protasio Crivelli nella chiesa di San Michele Arcangelo

- La chiesa madre di San Michele Arcangelo, sita in Trentola, in cui si venera il santo in seguito a diverse apparizioni. Oltre alla statua lignea di scuola fiorentina del XVII secolo, la chiesa conserva tra le opere d'arte un trittico di Protasio Crivelli, il ciclo di tele della Gloria di san Michele di diversi autori locali (Angelo Rossi, O. Marchione), l'argento del Santo di fine XVIII secolo, una croce lignea del XVII secolo e diverse statue che adornano le cappelle laterali.
- La chiesa di San Giorgio a Ducenta conserva un'immagine di San Giorgio datata 1573 che viene attribuita a Giovanni Battista Graziano artista di Aversa, tra i principali allievi e quasi emulo del celebre Marco Pino da Siena, tanto che diverse opere dell'aversano, per anni, sono state attribuite al manierista toscano e solo di recente la critica ha dato il giusto peso al Graziano.
- Palazzo Marchesale, attuale sede comunale, acquistato dal comune nel 1925.
- Palazzo Marchesale Folgori, dimora dei padri missionari del P.I.M.E.
- Monumento ai caduti della seconda guerra mondiale realizzato agli inizi degli anni '80 del Novecento dal maestro aversano Luigi Panarella.
- Cappella Madonna delle Grazie
- Antiche masserie, come il villaggio di Centora, il cui nome deriverebbe dall'antica centuriazione romana[10], dell’antico villaggio sono ancora presenti una chiesa e una torre quasi integra che risalirebbe al 1500[11][12].

## Società

### Evoluzione demografica
Abitanti censiti

### Etnie e minoranze straniere
Al 31 dicembre 2023 la popolazione straniera era di 1 000 abitanti, pari al 12,21% della popolazione.

### Istituzioni, enti e associazioni
Nella frazione di Ducenta si trovano Il Pontificio istituto missioni estere con la sigla (P.I.M.E.) e la Piccola casa della Divina Provvidenza, conosciuta anche con il nome di Cottolengo dal nome del suo fondatore san Giuseppe Benedetto Cottolengo.

## Cultura

### Istruzione
La biblioteca comunale è situata in piazza Guglielmo Marconi.

## Economia
Un tempo ad economia essenzialmente agricola, il Comune ha ceduto il passo a progetti di massificazione edil-speculativa (come dimostra la tabella demografica) e ad attività meramente commerciali sostanzialmente scollegate da qualsiasi schema di produzione di base.

## Infrastrutture e trasporti
La località è servita dalle autolinee in servizio pubblico gestite dalla società AIR Campania (che esercita alcune linee ex CTP).
Il paese è attraversato dalla superstrada SP 335 ex SS 265 dei Ponti della Valle (Giugliano - Marcianise). È inoltre servito dallo svincolo Ischitella/Trentola Ducenta della SP334, che si dirama dall'uscita Ischitella della strada statale 7 quater Via Domitiana. 
In passato erano presenti due relazioni su ferro, la tranvia Aversa-Albanova, gestita dalla Société Anonyme des Tramways Provinciaux (SATP) e attiva fra il 1912 e il 1960, e la ferrovia Alifana "bassa", in esercizio fra il 1913 e il 1976, che a Trentola-Ducenta disponevano rispettivamente di una fermata e di una stazione fra loro in corrispondenza.

## Amministrazione

Il gonfalone comunale

Nel maggio del 2016 il consiglio comunale è stato sciolto ed il comune è stato commissariato. Nel settembre del 2017 la durata dello scioglimento del consiglio comunale è stata prorogata per il periodo di sei mesi.
| Periodo | Periodo   | Primo cittadino                                 | Partito                              | Carica  | Note |
| ------- | --------- | ----------------------------------------------- | ------------------------------------ | ------- | ---- |
| 1988    | 1989      | Genesio Griffo                                  | Democrazia Cristiana                 | Sindaco |      |
| 1989    | 1991      | Antonio Eramo                                   | Democrazia Cristiana                 | Sindaco |      |
| 1991    | 1992      | Nicola Merenda                                  | Democrazia Cristiana                 | Sindaco |      |
| 1992    | 1993      | Francesco Provolo                               | commissario prefettizio              | Sindaco |      |
| 1993    | 1993      | Elisa Aversano Orabona                          | Democrazia Cristiana                 | Sindaco |      |
| 1993    | 1996      | Gennaro Mazzei                                  | Democrazia Cristiana                 | Sindaco |      |
| 1996    | 1997      | Renato Del Vecchio                              | Partito Popolare Italiano            | Sindaco |      |
| 1997    | 2002      | Michele Griffo                                  | Partito Popolare Italiano            | Sindaco |      |
| 2002    | 2006      | Michele Griffo                                  | Democrazia è Libertà - La Margherita | Sindaco |      |
| 2006    | 2007      | Luigi Palmieri                                  | commissario prefettizio              | Sindaco |      |
| 2007    | 2010      | Nicola Pagano                                   | L'Unione                             | Sindaco |      |
| 2010    | 2011      | Gerlando Iorio                                  | commissario prefettizio              | Sindaco |      |
| 2011    | 2015      | Michele Griffo                                  | Lista civica (PD)                    | Sindaco |      |
| 2015    | 2016      | Paola Bernardino                                | commissario prefettizio              | Sindaco |      |
| 2016    | 2018      | Luigi Esposito, Luca Rotondi, Pasquale Trocchia | commissione straordinaria            | Sindaco |      |
| 2018    | 2019      | Andrea Sagliocco                                | Lista civica (PD)                    | Sindaco |      |
| 2019    | 2020      | Andrea Cantadori                                | commissario prefettizio              | Sindaco |      |
| 2020    | in carica | Michele Apicella                                | Lista civica                         | Sindaco |      |